# Vrulja, Pljevlja
Vrulja este un sat din comuna Pljevlja, Muntenegru. Conform datelor de la recensământul din 2003, localitatea are 182 de locuitori (la recensământul din 1991 erau 219 locuitori).

## Demografie
În satul Vrulja locuiesc 178 de persoane adulte, iar vârsta medie a populației este de 50,5 de ani (48,0 la bărbați și 53,5 la femei). În localitate sunt 56 de gospodării, iar numărul mediu de membri în gospodărie este de 3,25.
Această localitate este populată majoritar de sârbi (conform recensământului din 2003).
|  |

| Demografie | Demografie | Demografie |
| An         | Locuitori  | Locuitori  |
| ---------- | ---------- | ---------- |
|            |            |            |
|            |            |            |
|            |            |            |
|            |            |            |
| 1948       | 459        |            |
| 1953       | 484        |            |
| 1961       | 514        |            |
| 1971       | 486        |            |
| 1981       | 393        |            |
| 1991       | 219        | 219        |
| 2003       | 182        | 182        |

| \| Componența etnică conform recensământului din 2003[2] \| Componența etnică conform recensământului din 2003[2] \| Componența etnică conform recensământului din 2003[2] \| Componența etnică conform recensământului din 2003[2] \| Componența etnică conform recensământului din 2003[2] \| \| ----------------------------------------------------- \| ----------------------------------------------------- \| ----------------------------------------------------- \| ----------------------------------------------------- \| ----------------------------------------------------- \| \| \| \| \| \| \| \| Sârbi \| Sârbi \| \| 133 \| 73,07% \| \| Muntenegreni \| Muntenegreni \| \| 48 \| 26,37% \| \| necunoscută \| necunoscută \| \| 0 \| 0% \| |              |  |     |        |
| Componența etnică conform recensământului din 2003 |              |  |     |        |
| |              |  |     |        |
| Sârbi | Sârbi        |  | 133 | 73,07% |
| Muntenegreni | Muntenegreni |  | 48  | 26,37% |
| necunoscută | necunoscută  |  | 0   | 0%     |